# Teruo Nakamura
Teruo Nakamura ((中村 照夫 Nakamura Teruo, Tokio, 3 maart 1942) is een Japanse jazzbassist en producent.

## Biografie
Iedereen in zijn naaste familie was artiest. Hij studeerde aan de Nihon University voor zijn verhuizing naar New York. Hij studeerde daar met Reggie Workman.
Nakamura voegde zich in 1969 bij het ensemble van Roy Haynes. In hetzelfde jaar formeerde hij ook een band met Steve Grossman en Lenny White., die beiden speelden bij zijn debuut als leader op Unicorn (1973). Nakamura speelde akoestische en elektrische bas op het album, dat werd opgenomen in 1973 en uitgebracht door het label Three Blind Mice.
Midden jaren 1970 formeerde Nakamura de band Rising Sun. In 1977 bevatte deze Bob Mintzer (saxofoon), Shiro Mori (gitaar), Mark Gray (synthesizer), Art Gore (drums) en Nobu Urushiyama (percussie). Nakamura werkte tijdens de jaren 1980 en 1990 voornamelijk als producent.

## Discografie

### Als leader
- 1973: Unicorn (Three Blind Mice)
- 1976: Rising Sun (Polydor Records)
- 1977: Manhattan Special (Polydor Records)
- 1977: Songs of the Birds (Kitty)
- 1979: Big Apple (Agharta)
- 1979: Teruo Nakamura & Rising Sun Band at Carnegie Hall (Agharta)
- 1980: Route 80 (Agharta)
- 1985: Super Friends (Eastworld)
- 1990: Wind Smile (Pony Canyon)
- 2001: Red Shoes (Avex)

### Als sideman
Met Roy Haynes
- 1971: Hip Ensemble (Mainstream Records)
- 1975: Togyu (RCA Records)

Met Tsuyoshi Yamamoto
- 1980P.S. I Love You (Toshiba EMI)

- Bibsys: 8061310
- Bibliothèque nationale de France: cb13943922g (data)
- CiNii: DA16640431
- International Standard Name Identifier: 0000 0000 3514 8655
- MusicBrainz: 05d7c76c-1762-40cf-8413-7cb492c21d38
- Virtual International Authority File: 21382822